# Деликатесы Каца
«Деликатесы Каца» (англ. Katz’s Delicatessen) — закусочная в еврейском стиле на Манхэттене, известная также под вывеской «У Каца», достопримечательность Нью-Йорка, входящая во многие справочники для гостей города. Заведение выполнено в еврейском стиле, но меню не соответствует требованиям кашрута. Ресторанчик расположен по адресу 205, Восточная Хаустон-стрит, в районе юго-западного пересечения Хаустон-стрит и Ладлоу-стрит. На торцевой стене здания присутствует фраза «Кац — и этим всё сказано!» (Katz’s, that’s all!).

## История
С момента своего основания в 1888 году закусочная стала местом притяжения как гостей Нью-Йорка, так и местных жителей разных национальностей. Заведение известно своими рецептами сэндвичей с пастромой — блюда еврейской кухни Бессарабии — и хот-догов, которые считаются одними из лучших в городе.
В меню есть названия на идиш. Это связано с историей заведения: в XIX веке, когда оно только открылось, многие его посетители были эмигрантами из Восточной Европы, разговаривали только на идиш и почти не понимали английский. Заведение старается поддерживать дух и исторические традиции Нижнего Ист-Сайда, ставшего домом для евреев из Европы, обучая посетителей нескольким словам на идиш.
Со времён Второй Мировой войны ресторанчик агитировал родителей бойцов отправлять солдатам салями, и это начинание вошло в историю. Призыв упоминается в известной песне Тома Лерера периода холодной войны So Long Mom (A Song for World War III): Remember Mommy, I’m off to get a commie, so send me a salami, and try to smile somehow. (Своб. перевод: «Не забывай, мамаша: я коммуняк шарашу — шли мне салями вашу и улыбайся уж».) Заведение продолжает свою акцию Send a salami to your boy in the army (Отправьте салями вашему мальчику в армию) по сей день. «Деликатесы Каца» отправляли свою подарочную продукцию для войск в Афганистане и других точках.
Закусочная также известна портретной галереей знаменитых персон, гостивших в её стенах. Среди посетителей такие известные артисты, как Барбра Стрейзанд, Кэтлин Тёрнер, Бруно Кёрби, Брюс Уиллис, Дэн Эйкройд, а также политики Альберт Гор и Виктор Черномырдин и многие другие.

## В массовой культуре
«Деликатесы Каца» фигурируют в кино: в романтической комедии «Когда Гарри встретил Салли» (When Harry Met Sally…), в фильмах «Донни Браско» (Donnie Brasco)? «Через Вселенную» (Across the Universe), «Зачарованная» (Enchanted), «Мэри и Макс» (Mary and Max) и в криминальном триллере «Хозяева ночи» (We Own the Night).